# شهرستان برلی (داکوتای شمالی)
شهرستان برلی، داکوتای شمالی (به انگلیسی: Burleigh County, North Dakota) یک سکونتگاه مسکونی در ایالات متحده آمریکا است که در داکوتای شمالی واقع شده‌است.

## خصوصیات
شهرستان برلی ۴٬۳۲۰٫۱۲ کیلومترمربع مساحت دارد.